# Capcom
Capcom Co., Ltd. (jap. 株式会社カプコン Kabushiki-gaisha Kapukon) – japoński producent i wydawca gier komputerowych z siedzibą w Osace, założony 30 maja 1979 jako I.R.M Corporation.
Aktualna nazwa jest akronimem słów capsule i computers.
Capcom działa również jako dystrybutor i tłumacz zachodnich gier w Japonii, na przykład gier X²: The Threat czy – ostatnio – serii Grand Theft Auto. Capcom wydał także wiele gier Disneya m.in.:
- Duck Tales,
- DuckTales 2,
- Chip ’n Dale Rescue Rangers,
- Chip ’n Dale Rescue Rangers 2,
- Little Mermaid,
- Darkwing Duck.

## Oddziały
- Capcom Production Studio 1 – zajmują się przede wszystkim bijatykami (14 gier w tym konwersje)
  - SNK vs. Capcom – 10 gier
  - Marvel vs. Capcom – 4 gry
  - Devil May Cry – 2, 3 i 4 część
  - Monster Hunter
  - Resident Evil Outbreak – 1 i 2 część
- Capcom Production Studio 2 – zajmują się głównie tworzeniem gier z serii Mega Man (22 gry) na różne konsole
  - Mega Man Battle Network – wydali wszystkie 10 gier z tej serii na Game Boy Advance
  - Onimusha – 1 gra na PlayStation i 4 gry PlayStation 2
  - Shadow of Rome
- Capcom Production Studio 3 – studio ma na koncie ponad 60 gier. Odpowiedzialni m.in. za:
  - Resident Evil – ponad 20 gier, w tym konwersje na różne konsole, m.in. Resident Evil: Director's Cut.
  - Mega Man X – 9 gier, w tym konwersje na różne konsole.
- Capcom Production Studio 4 – Noritaka Funamizu to aktualny szef studia. Odpowiedzialni za produkcję tzw. Capcom Five.
  - Resident Evil – stworzyli ponad 10 gier z serii, w tym konwersje na różne konsole
  - Dino Crisis – wszystkie 3 wersje (Dreamcast, PC, PlayStation)
  - Dino Crisis 2
  - Dino Crisis 3
- Capcom Production Studio 5 – studio zajmuje się produkcją gier na telefony i konsole przenośne
  - 1942 (telefon)
  - Commando (telefon)
  - Ghosts 'N Goblins (telefon)
  - Mega Man (telefon)
  - Darkstalkers Chronicle: The Chaos Tower (PSP)
- Capcom Production Studio 6 – było kierowane przez Eiichiro Nakazato, w roku 2004 zostało zamknięte
  - Catan (PlayStation 2)
  - Chaos Legion (PC, PlayStation 2)
- Capcom Production Studio 7 – brak jakichkolwiek informacji na temat tego studia. Prawdopodobnie Capcom nigdy nie założyło takiego oddziału.
- Capcom Production Studio 8 (wcześniej znane jako Capcom Digital Studios) – jedyne studio, które swoją siedzibę miało poza Japonią. Stworzyło tylko 3 tytuły. Po wydaniu ostatniej z gier i bardzo złych recenzjach zostało zamknięte.
  - Maximo: Ghosts to Glory (PlayStation 2)
  - Maximo vs. Army of Zin (PlayStation 2)
  - Final Fight: Streetwise (Xbox, PlayStation 2)